# Herbert Grasemann
Herbert Grasemann (* 21. Dezember 1917 in Graudenz; † 21. Juni 1983 in Berlin) war ein deutscher Schachkomponist und Schachschriftsteller. Gelegentlich veröffentlichte er Arbeiten unter dem Pseudonym Arne Mangs, das ein Anagramm seines Nachnamens ist.

## Leben
Grasemanns Vater stammte aus Berlin. Er war Berufssoldat gewesen, hatte aber schon seit längerem den aktiven Dienst quittiert. Im Ersten Weltkrieg wurde er als Ausbilder in Graudenz reaktiviert. Dorthin folgte ihm 1917 seine Frau, da die Nahrungsmittelversorgung in Berlin damals sehr schlecht war, kehrte aber nach Herbert Grasemanns Geburt bereits im Sommer 1918 nach Berlin zurück.
Herbert Grasemann besuchte zunächst eine Privatschule, dann das Askanische Gymnasium, wo er 1936 das Abitur ablegte. Danach begann er eine Ausbildung als Industriekaufmann, die er 1939 abschloss.

### Vielseitige Interessen
In seiner Freizeit spielten zunächst Fußball und Musik eine entscheidende Rolle. Der junge Herbert Grasemann spielte seit 1927 Fußball im Verein BFC Germania 1888 und stand viermal in der Berliner Stadtauswahl der Junioren. Diese Sportart hat er trotz seiner schweren Kriegsverletzung bis 1953 betrieben. Zudem hat Grasemann insgesamt zehn Jahre lang Klavierunterricht erhalten.
1933 komponierte Grasemann, angeregt durch den Schachaufgaben-Anhang des Reclam-Bändchens Schach von Jacques Mieses, sein erstes Schachproblem. Er sandte den Dreizüger in der Hoffnung auf Veröffentlichung an Josef Benzinger, der Problemrubriken in diversen Zeitungen und Zeitschriften mit Material versorgte. 1935 wurde das Stück tatsächlich (honorarfrei) veröffentlicht, nämlich in der Schachecke der antisemitischen Satirezeitschrift Die Brennessel. Wie Grasemann sich später in einer autobiografischen Serie in den Deutschen Schachblättern erinnerte, war er wenig begeistert: kein Honorar und ein in mehrfacher Hinsicht zweifelhafter Publikationsort, nicht nur wegen des Blattes selbst, sondern auch wegen der in seinen Augen geringen Qualität der Schachspalte. Daraufhin wandte er sich zunächst wieder vom Problemschach ab und der Musik zu.

### Im Krieg
Im Herbst 1939 wurde Grasemann sogleich zur Wehrmacht eingezogen. Im Juli 1941 war er Panzerfahrer an der Ostfront und erlitt bei Minsk eine schwere Kriegsverletzung: Er verlor seinen linken Arm. Grasemann konnte sich aus dem Panzer retten und irrte vier Wochen mit einem eiternden Armstumpf umher. Die folgenden eineinhalb Jahre verbrachte er in verschiedenen Lazaretten, bis er als kriegsversehrt entlassen wurde. Bereits im Lazarett begann Grasemann erneut drei- und vierzügige Schachaufgaben zu komponieren.
Nach seiner Rückkehr nach Berlin heiratete Grasemann 1943 die Bernauerin Luise Schmidt und nahm ein Jurastudium an der Humboldt-Universität auf. 1944 ging aus der Ehe ein Sohn hervor. Grasemann sandte nun einige seiner neuen Schachkompositionen an Josef Halumbirek, den Betreuer der Schachproblemrubrik in der Deutschen Schachzeitung, die er seit Januar 1939 abonniert hatte. Halumbirek antwortete in einem langen Brief; er attestierte Grasemann Talent, hielt die Kompositionen aber noch nicht für veröffentlichungsreif und empfahl ihm, sich zunächst mit der Geschichte und Theorie der Schachkomposition zu befassen.

### Leben vom Schach
In der Zeitschrift Horizont, einem amerikanisch lizenzierten Halbmonatsblatt für die „junge Generation“, geleitet von Günther Birkenfeld und mit Beiträgen unter anderem von Elisabeth Langgässer und Wolfdietrich Schnurre, schrieb Kurt Richter das erste große Kompositionsturnier der Nachkriegszeit aus. Der Preisbericht erschien im April 1947, und die Einsendungen des bis dahin völlig unbekannten Grasemann waren überraschend erfolgreich: Er gewann den 1. Preis sowie eine Ehrende Erwähnung für eine weitere Komposition.
Auf diesen Erfolg hin bot Berthold Koch, der leitende Redakteur der im Ost-Berliner Expreß-Verlag vierzehntäglich erscheinenden Fachzeitschrift Schach-Expreß (die später in Schach umbenannt wurde und bis heute existiert), Grasemann eine Tätigkeit in diesem Verlag an, die hauptsächlich die Betreuung der Problemrubrik umfasste. Grasemann gelang es zudem, sich beim Ost-Berliner Schachverein Rotation Berlin, in dessen erster Mannschaft er Partieschach spielte, einen bezahlten Job als Schachtrainer zu schaffen: Er hielt wöchentlich Trainingsabende ab, jeweils um eine halbstündige Lektion zum Problemschach ergänzt. Diese beiden Tätigkeiten erlaubten es ihm, das ungeliebte Jurastudium 1948 aufzugeben und sich ganz dem Problemschach zu widmen – freilich unter erheblichen finanziellen Einschränkungen, da das Geld für eine dreiköpfige Familie kaum ausreichte.
Grasemann lebte nun mit Frau und Kind in einer kleinen Wohnung im West-Berliner Bezirk Wedding, veröffentlichte Schachkompositionen und bezog seinen Lebensunterhalt aus der Tätigkeit für den Sportverlag und dem Schachtraining in Ost-Berlin. Dazu kamen bald weitere, teils ehrenamtliche, teils bezahlte Aufgaben: 1950 übernahm Grasemann von seinem Mentor Halumbirek zusätzlich die Problemrubrik der West-Berliner Deutschen Schachzeitung. Er begann im Haus der Deutsch-Sowjetischen Freundschaft in Ost-Berlin Vorträge zum Thema Problemschach zu halten, organisierte 1953 und 1954 zwei Problemschach-Wettkämpfe zwischen Baden und Berlin, absolvierte Vortragsreisen durch die DDR und leitete schließlich eine Großveranstaltung zur Schacholympiade 1960 in Leipzig. Zudem beteiligte er sich an der Gründung der Kommission für Probleme und Studien im Deutschen Schachverband der DDR (wo er freilich wegen seines Wohnsitzes in West-Berlin nicht Mitglied sein durfte), vertrat die DDR mehrfach bei Kongressen der internationalen FIDE-Kommission für Schachkomposition und stellte zwei Schachproblemsammlungen zusammen, die 1955 und 1959 als Bücher im Sportverlag erschienen.

### Nach dem Mauerbau
Die finanziell ohnehin ständig prekäre Existenz, die sich Grasemann in seiner Nische geschaffen hatte, konnte er nach dem Mauerbau 1961 nicht fortsetzen. Da er nicht nach Ost-Berlin umziehen wollte, rissen seine beruflichen Beziehungen zum Problemschach der DDR von einem Tag auf den anderen ab. Er musste die Problemrubrik von Schach abgeben, 1962 beendigte er auch seine Tätigkeit für die Deutsche Schachzeitung und übernahm stattdessen 1962 die Problemrubrik der Deutschen Schachblätter, die er bis zu seinem Tod 1983 leitete. Vor allem aber blieb ihm nun nichts anderes übrig, als sich im Alter von 44 Jahren erstmals einen Brotberuf außerhalb der Schachkomposition zu suchen. Nach einigem Hin und Her gelang es ihm 1963, eine Stelle in der Verwaltung einer West-Berliner Wohnungsbaugesellschaft zu finden. 1973 schließlich wurde er geschäftsführendes Vorstandsmitglied in der Bürgermeister-Reuter-Stiftung, die billigen Wohnraum für Auszubildende, Studierende und andere nicht zahlungskräftige Personen zur Verfügung stellt.

### Der Schachschriftsteller
Bereits in dieser Zeit und dann besonders in seinem Ruhestand seit 1979 publizierte Grasemann vermehrt Bücher über Schachkomposition für ein breiteres Publikum. Besonders erfolgreich war die 1977 als Humboldt-Taschenbuch erschienene Einführung Schach ohne Partner, die bis 1982 eine Auflage von 43.000 erreichte – für das Genre der Schachkomposition eine bis dahin nie erreichte Verbreitung. Die Fortsetzung Schach ohne Partner für Könner ging gleich mit einer Startauflage von 13.000 in Druck, ebenso Die Kunst des Mattsetzens. Daneben betreute er weiter den Problemteil der Deutschen Schachblätter und schrieb zudem der Videotext-Redaktion im Sender Freies Berlin Texte und Lösungsbesprechungen zur Schachkomposition.
Nach zwei Operationen im Frühling 1983 erlitt Grasemann einen Herzinfarkt mit Lungenödem, woran er schließlich starb.

## Schachkomposition
Grasemann betrachtete Walther Freiherr von Holzhausen als seinen Lehrer in theoretischen Fragen. In seiner Wohnung in Wedding traf er sich oftmals mit anderen Schachkomponisten, etwa Hans Vetter, Willy Roscher und Stefan Schneider, der durch diese Gespräche angeregt 1948 seinen Aufsatz Zweckökonomie veröffentlichte. Später traf er weiterhin viele Schachkomponisten, darunter auch den späteren Großmeister Hans-Peter Rehm und den PCCC-Gründer Nenad Petrović.
Grasemann komponierte zahlreiche Aufgaben, meist Mehrzüger, aber auch einige im Bereich Märchenschach. Er entwickelte das neudeutsche Mehrzügerproblem weiter. Viele seiner Werke wurden mit Preisen ausgezeichnet, mehrere in die FIDE-Alben aufgenommen. In den FIDE-Alben erreichte er 21,83 Punkte.
1957 ernannte ihn die FIDE zum Internationalen Preisrichter für Schachkomposition
Grasemann organisierte nach dem Krieg Treffen von Problemfreunden in Berlin, Dresden, Leipzig und Chemnitz. Besonders die Berliner Problemrunde, die jeweils im Balken stattfand, war theoretisch produktiv.
|   | a | b | c | d | e | f | g | h |   |
| 8 |   |   |   |   |   |   |   |   | 8 |
| 7 |   |   |   |   |   |   |   |   | 7 |
| 6 |   |   |   |   |   |   |   |   | 6 |
| 5 |   |   |   |   |   |   |   |   | 5 |
| 4 |   |   |   |   |   |   |   |   | 4 |
| 3 |   |   |   |   |   |   |   |   | 3 |
| 2 |   |   |   |   |   |   |   |   | 2 |
| 1 |   |   |   |   |   |   |   |   | 1 |
|   | a | b | c | d | e | f | g | h |   |

Lösung:

1. Ld4–h8 (droht Da7 matt sowie Dd4+ nebst matt) Tf3–e3 (verstellt die Diagonale g1–a7) 2. Dg1–g7 (droht erneut Da7 matt) Te3–e7 3. Dg7–a1 matt
Der Läufer räumt die Diagonale in ihrer ganzen Länge für die Dame; auf allen anderen Feldern würde er dem Mattzug im Wege stehen. Dieses Motiv ist in Fachkreisen als Loyds Linienräumung bekannt (nach Samuel Loyd).
Weitere Kompositionen von Grasemann finden sich im Artikel Beschäftigungslenkung.

## Schachschriftsteller
Nach dem Zweiten Weltkrieg arbeitete Grasemann hauptberuflich als Schachschriftsteller. So baute er von 1947 bis 1961 die Rubrik Probleme und Studien der Zeitschrift Schach-Expreß auf, leitete danach ein Jahr lang die Kompositionsecke der Deutschen Schachzeitung und ab 1962 bis zu seinem Lebensende die der Deutschen Schachblätter. Nach Grasemanns Tod übernahm Friedrich Chlubna diese Arbeit.
In Ergänzung dazu schrieb er wichtige Bücher zur Schachkomposition:
- Problemschach, Berlin 1955
- Problemschach Band II, Berlin 1959
- Problem-Juwelen, Berlin 1964
- Schach ohne Partner für Anfänger, München 1977
- Eines Reverends Einfall, der Geschichte machte, im Selbstverlag, Berlin 1981
- Schach ohne Partner für Könner, München 1982
- Die Kunst des Mattsetzens, unter dem Pseudonym "Arne Mangs", München 1983

Außerdem verfasste Grasemann ein Lehrbuch:
- Spaß mit Schach für junge Leute, Humboldt-Verlag (Nr. 479) 1985

Eine autobiographische Artikelserie erfuhr durch Grasemanns Tod ein jähes Ende:
- Das ganze Leben ist ein Problem, unter dem Pseudonym "Arne Mangs", in: Deutsche Schachblätter, 5/1983, S. 131–132, 6/1983, S. 158–160, und 8/1983, S. 217–218.

## Persönliches
Grasemann war 40 Jahre lang bis zu seinem Tode mit Luise Grasemann († 1991 in Berlin mit 78 Jahren) verheiratet.